# Altocumulus stratiformis
El altocumulus stratiformis es una especie de altocúmulo cuyo nombre está derivado del latín que significa en estratos.
Forman una corteza extensa compuesta de elementos separados o unidos. Es de lejos la especie más frecuente de los altocúmulos. Su espesor es inferior a 500 m.
Este tipo de nube se forma cuando vientos suaves y estables logran llevar aire húmedo más allá de los niveles bajos de la atmósfera, pero que, al encontrarse con vientos fuertes de niveles medios de la atmósfera, la masa de aire húmedo se condensa en forma de nube.